# Haris Bukva
Haris Bukva (ur. 15 marca 1988 w Fočy) – austriacki piłkarz bośniackiego pochodzenia występujący na pozycji pomocnika.

## Kariera klubowa
Były zawodnik FC Wels, Austrii Kärnten, FC Kärnten, Sturmu Graz, LASK Linz, Hajduka Split, Rot-Weiß Erfurt, Austrii Salzburg, BV Cloppenburg, ATSV Stadl-Paura i Herthy Wels i Union Peuerbach.

## Sukcesy
SK Sturm Graz
- mistrzostwo Austrii: 2010/11
- Puchar Austrii: 2009/10